# Tours-sur-Meymont

Tours-sur-Meymont este o comună în departamentul Puy-de-Dôme, Franța. În 1 ianuarie 2022 avea o populație de 538 de locuitori.